# Isabelle Adjani
Isabelle Adjani (født 27. juni 1955 i Paris) er en fransk skuespiller, der fem gange har vundet en César for sine roller i filmene Possession (1981), Den dødelige sommer (fransk: L'été meurtrier) (1983), Camille Claudel (1988), Dronning Margot (fransk: La Reine Margot) (1994) samt La journée de la jupe (2009) og to gange været Oscar-nomineret som bedste skuespillerinde. Isabelle Adjani har både haft tysk-, fransk-, og engelsktalende roller.
Adjanis mor, Augusta, er tysk og faderen, Mohammed Cherif Adjani, fra Algeriet. I 1972 debuterede hun på den franske nationalscene, Comédie-Française som Agnès i Molières Fruentimmerskolen (fransk: L'Ecole des Femmes). I 1975 fik hun sit filmgennembrud i François Truffauts L'Histoire d'Adèle H (dansk: I kærlighedens lænker), som gav hende den første Oscar-nominering. 
I 1979 medvirkede hun i Werner Herzogs genindspilning af F. W. Murnaus stumfilm Nosferatu, eine Symphonie des Grauens om vampyren Graf Orlock.
En international karriere begyndte med James Ivorys Quartet (dansk: Maria), for hvilken Adjani i 1981 modtog prisen som bedste kvindelige skuespiller ved Filmfestivalen i Cannes. Sin første César fik hun for sin præstation i Jean Beckers gyserkrimi Den dødelige sommer (1983). Hun har siden medvirket i film instrueret af Roman Polanski, Werner Herzog, Carlos Saura, André Téchiné og Luc Besson. Ud over at spille hovedrollen var hun producent på Camille Claudel.
Isabelle Adjani har levet sammen med skuespilleren Daniel Day-Lewis, instruktøren Bruno Nuytten og musikeren Jean Michel Jarre. Med hver af de to førstnævnte har hun en søn.

## Udvalgt filmografi
- I kærlighedens lænker (L'Histoire d'Adèle H, François Truffaut, 1975).
- Den nye lejer (Le Locataire, Roman Polanski, 1976).
- Nosferatu – vampyren (Nosferatu: Phantom der Nacht, Werner Herzog, 1979).
- Søstrene Brontë (Les sœurs Brontë, André Téchiné, 1979).
- Maria (Quartet, James Ivory, 1981).
- Den dødelige sommer (L’été meurtrier, Jean Becker, 1983).
- Subway (Subway, Luc Besson, 1985).
- Camille Claudel (Camille Claudel), Bruno Nuytten, 1988).
- Dronning Margot (La reine Margot, Patrice Chéreau, 1994).
- Diabolique (Jeremiah S. Chechik, 1996).
- Bon voyage (Jean-Paul Rappeneau, 2003).
- Monsieur Ibrahim og koranens blomster (2003).
- La journée de la jupe (2009).
- Mammuth (2010) med Gérard Depardieu.
- David et Madame Hansen (2012).
- Carole Matthieu (2016).